# Internacia Lingvo
Internacia Lingvo - antaŭparolo kaj plena lernolibro, por rusoj (Língua Internacional - vocabulário e livro de estudos para russos) foi um livro publicado em 1887 com autoria pseudômica de Dr. Esperanto, na verdade  Zamenhof, e que continha uma gramática com dezesseis regras e um vocabulário de cerca de oitocentas raízes da língua Esperanto. O pequeno livro era vendido a 15 copeques de rublo e foi o primeiro manual da língua criada por Zamenhof com o qual os precursores do Esperanto se iniciaram na idioma e o aprenderam. Antoni Grabowski foi o primeiro homem a falar com Zamenhof em Esperanto e também traduziu a epopéia polonesa Sinjoro Tadeo para a língua que aprendeu com o auxílio do livro.
O livro foi publicado com a ajuda financeira do futuro sogro de Zamenhof e também é conhecido como Unua Libro (Primeiro Livro), em Esperanto.